# 佐竹義隆
佐竹 義隆（さたけ よしたか）は、江戸時代前期の大名。出羽国久保田藩の第2代藩主。官位は従四位下・侍従、左近衛少将。佐竹氏第20代当主。

## 生涯
慶長4年（1609年）、佐竹義重の三男・岩城貞隆の長男として誕生。
元和6年（1620年）、貞隆の死去により家督を相続し、遺領である信濃国中村1万石を継いだ。この時は岩城吉隆と名乗っている。元和8年（1622年）、出羽由利郡内で1万石の加増を受けた。元和9年（1623年）11月、中村の領地を収公、由利郡に替地を与えられた。それに伴い由利郡亀田村に陣屋を移転した。寛永元年（1624年）12月29日、従五位下・修理大夫に叙任した。
寛永3年（1626年）4月2日、佐竹氏宗家の家督を継ぐ予定であった叔父・佐竹義直が廃嫡されたため、伯父で出羽久保田藩主・佐竹義宣の養子となり佐竹義隆と名乗る。同年4月27日徳川秀忠・家光父子に御目見した。同年8月29日、従四位下・侍従に昇進する。寛永4年（1627年）9月16日、秀忠に招かれ鍋島勝茂・京極高広・藤堂高次らと共に、江戸城西ノ丸にて口切の茶会に参加した。
寛永7年（1630年）11月、幕府からなかなか隠居を許可されない養父・義宣は、義隆に対して部屋住料5万石を与えようとするものの、従来のままで構わないとして辞退する。寛永10年（1633年）2月26日、義宣の死去により家督を相続する。同年5月8日、藩主として初めて帰国の許可を得る。寛文6年（1666年）12月28日、左近衛少将に昇進する。
寛文11年（1671年）12月5日、久保田城にて死去。享年63。

## 系譜
- 父：岩城貞隆（1583-1620）
- 母：慶雲院月庭清心、桂雲院月庭清心大姉[10] - 相馬義胤の娘
- 養父：佐竹義宣（1570-1633）
- 正室：光聚院（1620-1684） - 寿流姫、佐竹義章の娘
  - 次男：佐竹義処（1637-1703）
  - 三男：千松（1639-1639）
  - 次女：桃影童女（1641-1651）
  - 四男：佐竹義慰（1645-1673）
  - 五男：佐竹義長（1655-1741）
- 側室：隆清院（萬）（1607-1688） - 多羅尾氏
  - 長男：佐竹義寘（1633-1665）
  - 長女：亀子（1629-1684） - 法流院、黒田長興継室
- 側室：永昌院（千）

## 偏諱を受けた人物
義隆時代
- 小野崎隆政（佐竹義久の子・小野崎宣政の嫡孫）
- 小場隆房（小場義成の子で小場義易の弟。佐竹義房の父。）
- 渋江隆光（佐竹義章の子）
- 多賀谷隆経（彦太郎、戸村義国の次男、岩城宣隆（初め多賀谷宣家）の養子）
- 多賀谷隆家（左兵衛、戸村義国の三男、隆経の養子）
- 多賀谷隆経（将監、隆家の子）
- 伊達隆宗（家臣）
- 真崎隆紀（家臣、真崎兵庫、多賀谷峯経の外祖父）